# Enterognathidae
Enterognathidae — родина щелепоногих ракоподібних ряду Cyclopoida. Представники родини є ендопаразитами голкошкірих та напівхордових.

## Класифікація
Родина містить 7 видів у 4 родах:
- Enterognathus
- Gomphopodarion
- Parenterognathus
- Zanclopus